# Dalida - Best of 70
Dalida - Best of 70 è una raccolta postuma della cantante italo-francese Dalida, pubblicata il 6 ottobre 2014 da Universal Music France.
Venne creato per la serie Best of 70 ideata nell'aprile del 2014 da Universal Music Group e presentata da Nostalgie.
Contiene due CD con trentasei brani celebri di Dalida.

## Tracce

### Disco 1
1. Rio do Brasil
2. Le Lambeth Walk
3. Parle plus bas (Le Parrain)
4. J'attendrai
5. Paroles, paroles (in duo con Alain Delon)
6. Génération 78 (medley)
7. Et de l'amour… de l'amour
8. Il venait d'avoir 18 ans
9. Monday, Tuesday… Laissez-moi danser
10. Une vie
11. Mein lieber Herr (versione in francese)
12. Besame mucho
13. Les feuilles mortes
14. Ils ont changé ma chanson
15. La vie en rose
16. Femme est la nuit
17. Ciao come stai
18. Darla dirladada
19. À ma manière

### Disco 2
1. Soleil
2. Kalimba de Luna
3. Ti amo (Je t'aime)
4. Salma ya salama (versione in francese)
5. Comme disait Mistinguett
6. Il faut danser reggae
7. Gigi l'amoroso
8. Gigi in paradisco
9. Fini, la comédie
10. Pour ne pas vivre seul
11. Avec le temps
12. Si c'était à refaire
13. Problemorama
14. Je suis malade
15. Des gens qu'on aimerait connaître
16. Helwa ya baladi
17. Voilà pourquoi je chante